# Толчок (лимбургский язык)
В лимбургском языке и рипуарском диалекте немецкого языка понятие толчо́к обозначает вид тонального акцента. Гласный, несущий его, (как правило) ударный и высота его тона во время его произнесения равномерно снижается. Разница в высоте тона колеблется в зависимости от региона.
Такой вид тонального акцента также слегка проявляется в люксембургском языке, а также в прилегающих к нему пфальцских, мозельских и рейнских диалектах. В других европейских языках он не встречается.
В голландской и фламандской грамматиках этот тональный акцент называется «stoottoon», а в немецком языке — «Tonakzent 1».
Второй тональный акцент вышеуказанных языков — это циркумфлексный тон, называемый в голландском и немецком языках, соответственно, «sleeptoon» или «rheinische Schärfung».